# چینگ وی تانگ
چینگ وی تانگ (انگلیسی: Ching W. Tang؛ زاده ۲۳ ژوئیهٔ ۱۹۴۷) یک فیزیک‌دان در زمینه شیمی‌فیزیک، مخترع و مهندس شیمی اهل ایالات متحده آمریکا است.